# Heta Hirvonen
Heta Hirvonen (Lahti, 16 ottobre 2008) è una combinatista nordica e saltatrice con gli sci finlandese.

## Biografia
Attiva nella combinata nordica dal settembre del 2022, Heta Hirvonen ha esordito in Coppa del Mondo il 15 dicembre 2023 a Ramsau am Dachstein in un'individuale Gundersen (26ª); ai Mondiali juniores di Planica 2024 ha gareggiato sia nella combinata nordica sia nel salto con gli sci, debuttando così nella specialità. Ai Mondiali juniores di Schilpario/Lake Placid 2025 ha disputato solo gare di combinata nordica, vincendo la medaglia d'oro nella gara a squadre, mentre ai successivi Mondiali di Trondheim 2025, suo esordio iridato, si è piazzata 16ª nel trampolino normale, 19ª nella partenza in linea e 5ª nella gara a squadre mista di combinata nordica e 9ª nella gara a squadre di salto con gli sci; il 21 marzo dello stesso anno ha esordito anche nella Coppa del Mondo di salto con gli sci, a Lahti (31ª). Non ha preso parte a rassegne olimpiche.

## Palmarès

### Combinata nordica

#### Mondiali juniores
- 1 medaglia:
  - 1 oro (gara a squadre a Schilpario/Lake Placid 2025)

#### Coppa del Mondo
- Miglior piazzamento in classifica generale: 20ª nel 2025